# 坂本真凛
坂本 真凛（さかもと まりん、2002年〈平成14年〉2月2日 - ）は、日本のアイドルであり、女性アイドルグループ・SKE48チームSのメンバーであり、同グループの派生ユニットであるプリマステラおよびTwinkleの元メンバーである。愛知県名古屋市出身。ゼスト所属。

## 略歴
2013年7月27日より、Twinkleの1.5期生として活動を始める。
2016年11月19日、愛知県芸術劇場で行われた「みんなが主役! SKE48 59人のソロコンサート～未来のセンターは誰だ?～」1日目昼公演にて、SKE48の8期研究生としてお披露目される。
2018年4月28日、「SKE48単独コンサート 10周年突入 春のファン祭り!～友達100人できるかな?～」の夜公演において、正規メンバーへの昇格と北川チームSへの所属が発表され、5月1日よりチームSとしての活動を開始する。
2021年2月3日発売のSKE48の27thシングル『恋落ちフラグ』で、シングル表題曲選抜メンバーに初選出される。同年2月に行われた「ティーンズユニット」投票企画で1位に輝き、末永桜花とともに、同企画ユニットのセンターを務めることとなる。
2022年3月9日発売のSKE48 29thシングル『心にFlower』で、先述の全員選抜曲であった『恋落ちフラグ』を除くとシングル表題曲に初選抜となった。同年9月5日、自身初の冠ラジオ番組である「SKE48坂本真凛のりんりんらじお」がCBCラジオにて放送スタート。

## 人物
- 愛称は、まりん。ほかにも「まりん」から「マリリン・モンロー」に転じて「もろたん」と呼ばれている[9]。
- 趣味は、美味しいごはん屋さん巡りとアニメ鑑賞[10]。
- 口癖は「やったね」であり、自身のキャッチフレーズやゲーム「SKE48の大富豪はおわらない!」内のシュタンプ[11](「やっちゃったね」という派生シュタンプも存在する)、アニメ「紙兎ロペ」で声を担当した[12]際などにも用いられている。
- 好きな季節は秋で暑いのが苦手[13]。
- 好きな食べ物は豚汁、いちご、映画館のポップコーン[14]。
- SKE48加入以前は同グループの元メンバーである新土居沙也加の経営するダンス教室に通っていた[15]。

### SKE48
- キャッチフレーズは、「2002年2月2日生まれ　冬生まれなのにー？（まりんー！！） やったね！ 皆さんをにーっと笑顔にさせちゃいます」を使用している[10]。
- メンバーカラーは青・水色[10]。
- 加入前からのファンで[16]、握手会デビューは木﨑ゆりあ[17]。

## SKE48での参加楽曲

### シングル選抜楽曲
- 「意外にマンゴー」に収録
  - 夢の階段を上れ! - 「研究生」名義
- 「無意識の色」に収録
  - 触らぬロマンス - 「サクララブレター32」名義
- 「いきなりパンチライン」に収録
  - Parting shot - 「Team S」名義
  - 花の香りのシンフォニー - 「Passion For You 選抜」名義
- 「Stand by you」に収録
  - 凍える前に - 「Team S」名義
  - 神様は見捨てない
- 「FRUSTRATION」に収録
  - ゲームしませんか? - 「Passion For You 選抜」名義
  - あの日のSecret Base - 「白組」名義
- 「ソーユートコあるよね?」に収録
  - ストレートな純情 - 「ジュエルボックス」名義
- 恋落ちフラグ
  - あの頃のロッカー - 「Passion For You 選抜」名義
- 「あの頃の君を見つけた」に収録
  - 雨のち奇跡的に晴れ - 「プリマステラ」名義（末永桜花とのWセンター）
- 心にFlower
  - 電線は消えても - 「プリマステラ」名義
- 絶対インスピレーション
- 好きになっちゃった
  - 愛してるって言われたことがない - 「TeamS」名義
- 愛のホログラム
  - どうでもよくない - 「Team S」名義
- 告白心拍数
  - 言えなくてタコス - 「Team S」名義
- Tick tack zack
  - Unlimited - 「Team S」名義

### アルバムCD選抜楽曲
- 『革命の丘』に収録
  - チャイムはLOVE SONG - 「研究生」名義

### 劇場公演ユニット曲
SKE48 研究生公演「PARTYが始まるよ」
- スカート、ひらり

SKE48 研究生公演「青春ガールズ」
- 雨の動物園

チームS 6th Stage「重ねた足跡」
- 愛のルール
- 初めてのジェリービーンズ

チームS 7th Stage 「愛を君に、愛を僕に」
- 嵐からの隠れ場所

チームS 8th Stage「僕の太陽」
- アイドルなんて呼ばないで

## 出演

### テレビドラマ
- 10th Anniversary 名古屋行き最終列車2022 第3話（2022年2月1日、名古屋テレビ放送）[18]

### 舞台
- 舞台「Beauty Wonderland」（2025年5月6日、Lives NAGOYA） - 主演[19]

### ラジオ
- SKE48坂本真凛のりんりんらじお（2022年9月5日 - 、CBCラジオ）[8]

### イベント
- 110MEETING「110番の適正利用に関するキャンペーン」（2024年1月8日、ヨシヅヤ 太平通り店） - 中川警察署一日警察署長[20]